# 北西線 (オーストリア)
北西線（ドイツ語;Nordwestbahn）は、オーストリア国鉄の鉄道線の名称である。
路線番号は、オーストリア国内が903、チェコ国内が248。
1871年、オーストリア北西部鉄道によって全通した。ウィーンとベルリンを結ぶ路線として開業したが、現在その役割は901号線が担っており、こちらはローカル輸送を担っている。殆どの列車が900号線に直通し、ウィーン都心まで乗り入れる。

## 歴史

### オーストリア北西部鉄道
1841年7月26日に皇帝フェルディナント北部鉄道（Kaiser Ferdinands-Nordbahn, KFNB）が既にフロリツドルフ - シュトッケラウ区間を開通した。その区間で他の鉄道建設は利益にならなかったので、北西部鉄道（略称はÖNWB）は区間の買い入れを試みた。その売却契約は1871年8月21日に締結されて、同年11月1日以降ÖNWBがこの区間を運営していた。1869年8月にウィーン北西部駅の建設許可が初めとして、1870年9月21日までウィーン - ツナイム区間の建設許可が与えられた。シュトッケラウ - ツナイム区間は1871年11月1日に開通されて、同じ日にÖNWBは北部鉄道からフロリツドルフ - シュトッケラウ区間を引き受けた。1872年7月1日にウィーン西北部駅 - イェドラースドルフ区間の開通で列車が全区間に運行可能となって、ウィーン北西部駅は旅客および貨物輸送を担当することとなった。同じ日にツェレルンドルフ - ジグムントヘルベルク区間が北西部鉄道本線の分岐線として開業された。
1884年シュピーゲル駅で、そして1895年ヘツマンスドルフ - ヴラースドルフ区間で機械式信号扱い所が設置された。1909年には信号扱い所がウィーン北西駅に設置された。
列車通行量の増加で二番目の線路が必要となった。1898年末にウィーン - シュトカーラウ区間の複線化工事が許可されたものの、工事開始は延期された。1904年ウィーン - ツナイム区間の複線化は依頼されて、同年に複線化工事がウィーン - シュトカーラウ区間で開始された。残りの区間は単線のままで、1908年5月1日に複線区間の運行が開始された。1916年5月から11月まで、イェドラスドルフ駅と北部線のレオポルダウ荷役場との連結線が建設された。その工事でイタリア人捕虜が動員されて、連絡線はフロリツドルフ高架線あるいは「イタリア人三角線」とも知れ渡る。

### オーストリア連邦鉄道
第一次世界大戦の終了後、列車輸送量は減少して、続いた経済的な危機のため、連邦鉄道は不可避に踏み切り遮断機の撤去などの合理化を施行した。1934年から1938年までウィーン - ホェバースドルフ区間はウィーン電気都市鉄道（Wiener Elektrische Stadtbahn）と連邦鉄道の交通組合に統合されていた。
1945年1月26日にウィーン北西駅 - 北駅区間の連結線の建設が命じられたものの、その路線は終戦後に「ロシア連絡線」として完工された。
チェコスロバキアの政治的な変動は1952年5月18日にレッツからチェコスロバキア方面の旅客列車の通行止めの結果を招いた。
1962年1月17日にフロリツドルフ - シュトカーラウ区間がウィーンの通勤鉄道路線の導入とともに電化された。通勤列車の運行には複線の線路がフロリツドルフ - イェドラースドルフ区間に必要であったので、複線化工事は1969年5月5日に終了した。
1979年5月27日に電気運転はシュトケラウ - ホラーブルン区間で実現された。
1989年12月16日に旅客列車の運行がレッツ - ズノイズモ区間で再開されて、1990年5月26日に定期的となった。列車の越境通行が可能となる前に、ディイェ川の高架鉄道橋は改築されねばならなかった。1993年9月25日、電気運転がホラーブルン - レッツ区間で実現された。

### ÖBB持ち株会社グループ
2006年10月にレッツ - ズノイモ区間の電化工事が開始された。工事費用はおよそ3900万ユーロで、チェコ鉄道が3550万ユーロを負担した。2009年11月に電気運転はズノイモまで可能となった。ズノイズモ駅で分岐する他の鉄道路線は電化されていないので、オーストリアの電力供給システムが採択された。

## 運行形態[4]
オーストリア区間ウィーン - ウンターレッツバッハ間ではオーストリア東部地域運輸連合（Verkehrsverbund Ost-Region, VOR）の運賃制が適用されている。チェコ区間シャトフ - ズノイモ間の運賃制は南モラヴィア州総合交通システム（Integrovaný dopravní systém Jihomoravského kraje, IDS JMK）が担当する。

### 特別快速「スピェシニー(Sp)」[7]
- エクスプレス・パーラヴァ・ポディイー号：　シャトフ～ズノイモ～ブルノ　※アリヴァ列車による運行
春季・夏季の土曜日・休日のみ運行で、チェコ国鉄246号線と直通し、シャトフ～ズノイモ～ブルノの系統で運行される。248号線内は各駅に停車する。
2017年には、夏季の土曜日・休日の運行であった。2016年以前は、夏季の土曜日のみ運行していた。2018年は、愛称名無しであった。2024年度以前はチェコ鉄道により運行していた。

### 快速「レギオナルエクスプレス(REX)」
下記系統が運行している。
- REX3系統：　マイドリンク - フロリツドルフ - ズノイモ
2時間に1本の運行。マイドリンク - ウンターレッツバッハ間は区間運転があり、両者合わせて1時間に1本の運行となっている。ノヴィー・シャルドルフは、早朝を除き、ウィーン方面行が通過、ズノイモ方面行が停車となる。
過去の運行形態
2019年以前は、レギオナルツーク(R)として運行していた。レッツ以南が平日1時間に1本、休日2時間に1本で、レッツ以北が2時間に1本の運行であった。上下とも大半がノヴィー・シャルドルフに停車していた。
2020年度より、ウィーン方面行の大半がノヴィー・シャルドルフ通過となった。また休日もマイドリング - レッツ間が1時間に1本の運行となった。
2021年度より、レギオナルエクスプレス(REX)に格上げとなった。ウィーン以南で特に停車駅が少なくなる列車がREX9系統として運行していた。
2023年度より、全てREX3系統に統一となった。
2024年度より、レッツ止まりの列車がウンターレッツバッハまで延伸となった。

### 普通「レギオナルバーン(R)」
- R3系統：　リージング - フロリツドルフ - シュトッケラウ ( ← レッツ)　【平日運行】
平日の朝と午後・夕方のみ運行。シュトッケラウ以北は朝の南行のみ運行。なお平日の朝の列車は、ほとんどがレーオベンドルフを通過する。
2021年以前は、休日もレッツ発マイドリング行が片道1本運行していた他、ズノイモ始発もあり（レッツ以北は各駅停車）、REX並の停車駅で運行する列車もあった。また、朝のシュトッケラウ行2本がR9系統であった。

- ヴィーナー・ノイシュタト → フロリツドルフ → シュトッケラウ → アプスドルフ/トゥルナーフェルト
平日は朝に2本、休日は朝に1本の運行。フロリツドルフ以南は900号線から直通する。シュトッケラウ以北は、Sバーン(S4)として運行する。
過去の運行形態
2016年9月4日以前は、マイドリング - ハウシュライテン間に、一日1往復（ただし金・土・日曜運休）が追加で運行していた。
2016年9月5日より、マイドリング止まりの列車がリージングまで延伸となった。
2019年末に、北行のうちハウシュライテン止まりの列車がSバーン(S4)に格下げとなった。
2021年度より、南行の列車が金曜日も運行する様になった。また、R4の系統番号が与えられた。
2022年度より、南行の列車の系統番号がR3となった。
2023年度より、南行の運行を休止。北行のみの運行となった他、系統番号無しで運行する様になった。

- ブルジェツラフ - シャトフ　【春・夏の土曜・休日運行】　※アリヴァ列車による運行
春季・夏季の土曜日・休日のみ一日1往復の運行で、チェコ国鉄246号線と直通する。
2025年度より運行を開始した。

### 普通「Sバーン」
下記2系統に分かれる。
- S3系統: ノイシュタト/レオバースドルフ - フロリツドルフ - シュトッケラウ - ホラブルン
ウィーン市内 - コーノイブルク間は、下記S4系統と合わせて、平日毎時4本、休日毎時2本の運行。コーノイブルク以北は、毎時1.5本、S4系統と合わせて30分間隔での運行。一部はシュトッケラウ止まりで、シュトッケラウ - ホラブルン間は1時間に1本の運行となる。
2016年以前は、コーノイブルク以南も毎時2本の運行であった。2022年度以前は、休日のみ片道1本、レッツ発ヴィーナー・ノイシュタト行が運行していた。

- S4系統: ノイシュタト/レオバースドルフ - フロリツドルフ - シュトッケラウ - アプスドルフ・ヒッパースドルフ
2時間に1本の運行。うち、一日5往復がトゥルナーフェルト発着となる。
2020年以前は、平日5往復、休日2往復がトゥルナーフェルト発着となっていた。

### 臨時列車
- パーラヴァ・ズノイモ・ワイン祭列車 
年2日、ズノイモ → レッツ間に片道1本のみ運行する。途中、ノヴィー・シャルドルフを通過する。

## 駅一覧
以下では、オーストリア国鉄800号線の駅と営業キロ、停車列車、接続路線などを一覧表で示す。

### ヴィーン - ズノイモ間
- 種別
  - Sp：特別快速
  - REX：快速
  - R：普通「レギオナルツーク」
  - S：普通「Sバーン」
- 停車駅
  - ■印：全列車停車
  - ●印：大部分停車、一部通過
  - ○印：大部分通過、一部停車
  - ｜印：全列車通過

| 路線名 | 駅名                                         | 駅間営業キロ | 累計営業キロ | Sp | REX | R | S | 接続路線 | 所在地                   | 所在地           |
| ------ | -------------------------------------------- | ------------ | ------------ | -- | --- | - | - | --- | ------------------------ | ---------------- |
| 800    | フロリツドルフ駅                             | -            | 4.2          |    | ■   | ■ | ■ | 900号線（ノイシュタト方面） 901号線（ゲンザーンドルフ方面）、902号線（ミステルバッハ方面） 地下鉄U6線（アルターラー方面） | ウィーン市               | フロリツドルフ区 |
| 800    | ブルノ通り駅                                 | 1.5          | 5.7          |    | ○   | ● | ■ | | ウィーン市               | フロリツドルフ区 |
| 800    | イェドラースドルフ駅                         | 0.8          | 6.5          |    | ○   | ■ | ■ | | ウィーン市               | フロリツドルフ区 |
| 800    | シュトレーバースドルフ駅                     | 1.6          | 8.1          |    | ｜  | ● | ■ | | ウィーン市               | フロリツドルフ区 |
| 800    | ランゲンツァースドルフ駅                     | 3.1          | 11.2         |    | ○   | ● | ■ | | ニーダーエスターライヒ州 | コーノイブルク郡 |
| 800    | ビーザムベルク駅                             | 1.2          | 12.4         |    | ｜  | ● | ■ | | ニーダーエスターライヒ州 | コーノイブルク郡 |
| 800    | コーノイブルク駅                             | 3.2          | 15.6         |    | ■   | ■ | ■ | | ニーダーエスターライヒ州 | コーノイブルク郡 |
| 800    | レーオベンドルフ・クロイツェンシュタイン城駅 | 3.2          | 18.8         |    | ｜  | ● | ■ | | ニーダーエスターライヒ州 | コーノイブルク郡 |
| 800    | シュピラーン駅                               | 3.7          | 22.5         |    | ○   | ○ | ■ | | ニーダーエスターライヒ州 | コーノイブルク郡 |
| 800    | シュトッケラウ駅                             | 3.3          | 25.8         |    | ■   | ■ | ■ | アプスドルフ方面 | ニーダーエスターライヒ州 | コーノイブルク郡 |
| 800    | オーバー・オルバーンドルフ駅                 | 4.8          | 30.6         |    | ○   | ● | ■ | | ニーダーエスターライヒ州 | コーノイブルク郡 |
| 800    | ジーアンドルフ駅                             | 2.1          | 32.7         |    | ○   | ■ | ■ | | ニーダーエスターライヒ州 | コーノイブルク郡 |
| 800    | ヘーバースドルフ駅                           | 2.2          | 34.9         |    | ○   | ○ | ■ | | ニーダーエスターライヒ州 | コーノイブルク郡 |
| 800    | シェンボーン・マレバーン駅                   | 2.5          | 37.4         |    | ○   | ● | ■ | | ニーダーエスターライヒ州 | コーノイブルク郡 |
| 800    | ゲラースドルフ駅                             | 3.7          | 41.1         |    | ○   | ■ | ■ | | ニーダーエスターライヒ州 | ホラブルン郡     |
| 800    | ブライテンヴァイダ駅                         | 4.6          | 45.7         |    | ○   | ● | ■ | | ニーダーエスターライヒ州 | ホラブルン郡     |
| 800    | ホラブルン駅                                 | 5.7          | 51.4         |    | ■   | ■ | ■ | | ニーダーエスターライヒ州 | ホラブルン郡     |
| 800    | ヘツマンスドルフ・ヴラースドルフ駅           | 6.4          | 57.8         |    | ■   | ■ |   | | ニーダーエスターライヒ州 | ホラブルン郡     |
| 800    | グンタースドルフ駅                           | 4.3          | 62.1         |    | ■   | ■ |   | | ニーダーエスターライヒ州 | ホラブルン郡     |
| 800    | プラット駅                                   | 8.5          | 70.6         |    | ■   | ■ |   | | ニーダーエスターライヒ州 | ホラブルン郡     |
| 800    | ツェラーンドルフ駅                           | 3.1          | 73.7         |    | ■   | ■ |   | | ニーダーエスターライヒ州 | ホラブルン郡     |
| 800    | レッツ駅                                     | 7.7          | 81.4         |    | ■   | ■ |   | 941号線（ドローゼンドルフ方面）                                                                                           | ニーダーエスターライヒ州 | ホラブルン郡     |
| 800    | ウンターレッツバッハ駅                       | 4.3          | 85.7         |    | ■   |   |   | | ニーダーエスターライヒ州 | ホラブルン郡     |
| 248    | シャトフ駅                                   | 3.4          | 89.1         | ■  | ■   |   |   | | 南モラヴィア州           | ズノイモ郡       |
| 248    | ズノイモ・ノヴィー・シャルドルフ駅           | 6.6          | 95.7         | ■  | ●   |   |   | | 南モラヴィア州           | ズノイモ郡       |
| 248    | ズノイモ駅                                   | 4.4          | 100.1        | ■  | ■   |   |   | チェコ国鉄 241号線（オクルジーシキ方面）、246号線（ブルジェツラフ方面）                                                   | 南モラヴィア州           | ズノイモ郡       |

### アプスドルフ・ヒッパースドルフ - シュトッケラウ間
- 種別
  - R：快速
  - S：普通
- 停車駅
  - ■印：全列車停車
  - ●印：大部分停車、一部通過
  - ○印：大部分通過、一部停車
  - ｜印：全列車通過

| 路線名 | 駅名                             | 駅間営業キロ | 累計営業キロ | R | S | 接続路線                 | 所在地                   | 所在地           |
| ------ | -------------------------------- | ------------ | ------------ | - | - | ------------------------ | ------------------------ | ---------------- |
| 112    | トゥルナーフェルト駅             | -            | 17.1         |   | ■ | 111号線、112号線         | ニーダーエスターライヒ州 | トゥルン郡       |
| 903    | トゥルン町駅                     | 6.1          | 11.0         |   | ■ | 112号線                  | ニーダーエスターライヒ州 | トゥルン郡       |
| 903    | アプスドルフ・ヒッパースドルフ駅 | 11.0         | 0.0          |   | ■ | 800号線                  | ニーダーエスターライヒ州 | トゥルン郡       |
| 903    | ガイスルック駅                   | 6.0          | 6.0          |   | ■ |                          | ニーダーエスターライヒ州 | コーノイブルク郡 |
| 903    | ハウシュライテン駅               | 3.1          | 9.1          | ■ | ■ |                          | ニーダーエスターライヒ州 | コーノイブルク郡 |
| 903    | シュトッケラウ駅                 | 8.0          | 17.1         | ■ | ■ | ヴィーン方面、レッツ方面 | ニーダーエスターライヒ州 | コーノイブルク郡 |